# Alliopsis dasyops
Alliopsis dasyops är en tvåvingeart som först beskrevs av Fan 1983.  Alliopsis dasyops ingår i släktet Alliopsis och familjen blomsterflugor. Inga underarter finns listade i Catalogue of Life.